# 常盤村 (秋田県)
常盤村（ときわむら）は、秋田県山本郡にあった村。現在の能代市北部、米代川右岸および常盤川流域にあたる。

## 地理
- 山：小松崎山、大倉山、焼山
- 河川：米代川、常盤川
- 湖沼：轟池、下堤

## 歴史
- 1889年（明治22年）4月1日 - 町村制の施行により、常盤村、天内村、外割田村、槐村、久喜沢村の区域をもって発足。
- 1955年（昭和30年）4月1日 - 能代市に編入。同日常盤村廃止。